# Rakovski
Rakovski (în bulgară Раковски) este un oraș în comuna Rakovski, regiunea Plovdiv,  Bulgaria. 

## Demografie
Componența etnică a orașului Rakovski
     Bulgari (85,79%)
     Romi (6,54%)
     Nicio identificare (7,4%)
     Altele (0,48%)
La recensământul din 2011, populația orașului Rakovski era de 15.175 locuitori. Din punct de vedere etnic, majoritatea locuitorilor (85,79%) erau bulgari, cu o minoritate de romi (6,54%). Pentru 7,4% din locuitori nu este cunoscută apartenența etnică.